# Річки Дніпропетровської області
Дніпропетровська область є континентальною, не приморською частиною України. Головна річка, що перетинає область,— Дніпро. На Дніпрі в межах області споруджено три водосховища: Кам'янське водосховище, Дніпровське водосховище, Каховське водосховище. Значна кількість невеликих водосховищ та ставків.
На території Дніпропетровської області — 521 (за іншими даними зосталося лише 217) річка загальною довжиною 6338 км, тому числі 55 145 річок завдовжки понад 25 км, 90 річок — від 10 до 25 км.
Усі річки рівнинного типу, переважно снігового живлення. Середній багаторічний стік 1,31 млрд м³, у тому числі мадоводного стоку 340 млрд м³, підземних вод 175,54 млрд м³.
На річці Кам'янці розташований єдиний на Дніпропетровщині водоспад — Токівський.

## Перелік річок
Всі річки області належать до басейну Дніпра:
- Омельник — права притока; с. Лихівка
- Кривець - перший - ліва
- Кривець - другий - ліва
- Оріль (Орель) — ліва
  - Багатенька — ліва
  - Заплавка — ліва
  - Прядівка — ліва
- Домоткань — права
- Самоткань — права
- Маджарина Вурма[1] - впадала в озеро Дьякове (припинила текти після прокладання нового русла Орелі у 1964 році)
- Ковалева Вурма (Рибчина Вурма)[1] - впадала в болото Рябцеве (припинила текти після прокладання нового русла Орелі у 1964 році)
- Сомівка (річка) - ліва
- Сокілка - ліва
- Протовча — ліва
- Кам'янка (перша, АНД район м. Дніпро) - ліва
- Кам'янка (друга, АНД район м. Дніпро) - ліва
- Кам'янський Проток - ліва
  - Чаплинка (річка) — ліва
  - Кам'янка (Кам'янське) - права
  - Кривець - права
  - Жовта - права
  - Хрещата (рукав Корчуватий) - права
  - Борзійка - права
  - Коноплянка — права
  - Желтуха - ліва притока Коноплянки,
  - Річиця —права
- Половиця (річка) — права
- Кленовий Байрак — права
- Жабокряч — права
- Шпакова — ліва
- Гнилокіш — ліва
- Архієрейська балка - права
- Кам'янка — права
- Балка Сажівка - права
- Самара (притока Дніпра) — ліва
  - Бик — ліва
    - Сухий Бичок — права

  - Чаплина — ліва
    - Суха Чаплина — ліва; село — Чумаки

  - Велика Тернівка — права
  - Свидовок — права
  - Мала Тернівка — права
    - Литовщина — ліва

  - Гніздка — ліва
  - Кочерга — ліва
  - В'язовок — права
  - Вовча — ліва
    - Солона — права, с. Новопавлівка
    - Кам'янка — права
    - Ворона — ліва
    - Гайчул — ліва
      - Янчур — права

    - Верхня Терса — ліва
      - Соломчина

    - Мала Терса — ліва
      - Нижня Терса — ліва
      - Середня Терса — права

    - Березнегувата — ліва

  - Вільнянка — права
  - Піщанка (річка) — ліва
  - Підпільна — ліва
  - Татарка — ліва
  - Кільчень — права
  - Красна - права
  - Крива Самара - права
  - Старуха - права
  - Маячка — ліва
  - Кримка — права
  - Кримський Рожавець - права
  - Кринична — права
  - Кам'янка - права притока Самари.￼
  - Щемилівка - ліва
  - Сусанка - ліва
  - Шиянка — ліва
- Татарка (притока Дніпра) (Татарочка) — ліва; села Любимівка і Придніпрянське
- Мокра Сура (Сура) — права
- Балка Чаплина - ліва
- Войцехова балка — ліва
- Розсоховата балка — ліва
- Бельба — ліва
  - Суха Сура (мала) — ліва
  - Сухачівка — ліва
  - Грушівка — права
  - Комишувата Сура — права
    - Любимівка — ліва

  - Тритузна — права
    - Суха Сура (Тритузна) — права

  - Суха Сура — ліва
- Ворона — права, місто Синельникове
- Плоска Осокорівка — ліва
- Осокорівка — права
- Ревун — права
  - Томаківка — права
    - Топила — права
    - Велика Кам'янка — права
- Чортомлик — права
  - Сухий Чортомлик — ліва
- Базавлук — права
  - Рекалова — права
  - Водяна (притока Базавлука) — права
  - Базавлучок — права
  - Солона (притока Базавлука) — ліва
  - Кам'янка (притока Базавлука) — права
    - Жовтенька — ліва
    - Водяна — права
    - Вошива — права
- Інгулець — права
  - Жовта — ліва
  - Бокова — права
    - Боковенька — права

  - Саксагань — ліва
    - Лозуватка — права
      - Комісарівка (річка) — права

    - Суха Саксагань — ліва; села Андріївка й Поляна
    - Демурина — права

  - (Висунь) — права
    - Вербова — ліва

  - Кобильна — ліва

Для постачання питної та технічної води у Кривий Ріг споруджено канал Дніпро — Кривий Ріг.
З метою водопостачання на Донбас було зведено канал Дніпро — Донбас.